# شترومبيرغ (اتحاد إداري)
اِتِّحاد شترُومٌبِيرغٌ (بالأَلمانِيَّة: Verbandsgemeinden Stromberg) هُو اِتِّحاد إِدارِي أَلمانِيَّ في مِنطَقَة بَاد كرُويتسٌنَآخ التَّابِعة لِمُحافظة كُوبلنز في وِلاَية رَآينٌ لَاند - بفَآلز في جُمهُوريَّة أَلمَانيَا الاِتّحاديّة. ويضُمُّ اِتِّحاد شترُومٌبِيرغٌ مدِينة واحِدة، وتِسع بلدَات بمِساحة تُقَدَّر بحَوالَي 79 كم².

## مُدُن وبلدَات اِتِّحاد شترُومٌبِيرغٌ
يضُمُّ اِتِّحاد شترُومٌبِيرغٌ مدِينة واحِدة، وتِسع بلدَات بمِساحة تُقَدَّر بحَوالَي 79 كم². وهي كالتَّالي:

### المُدُن
| اِسم المدِينة     | ٱلِٱسم بالأَلمانِيَّة     | عَدد السُكَّان | المِساحَة (كم²) |
| --------------- | -------------------- | ---------- | ------------- |
| مدِينة شترُومٌبِيرغٌ | Stadt Bad Sobernheim | 3٬286      | 9             |

### البلدَات
| اِسم البلدَة          | ٱلِٱسم بالأَلمانِيَّة         | عَدد السُكَّان | المِساحَة (كم²) |
| ------------------- | ------------------------ | ---------- | ------------- |
| بَلْدَة دَاكسڤَآيلِر      | Gemeinde Daxweiler       | 776        | 17            |
| بَلْدَة دُغِّبَآَخ          | Gemeinde Dörrebach       | 701        | 13            |
| بَلْدَة إِكِنٌرُوت         | Gemeinde Eckenroth       | 212        | 1             |
| بَلْدَة غُوت            | Gemeinde Roth            | 297        | 0٫82          |
| بَلْدَة شُونهبِيرغٌ       | Gemeinde Schöneberg      | 626        | 7             |
| بَلْدَة شڤِبِّنٌهَآوزِنٌّ      | Gemeinde Schweppenhausen | 866        | 3             |
| بَلْدَة زَآيبِرسبَآخ      | Gemeinde Seibersbach     | 1٬310      | 15            |
| بَلْدَة ڤَآلِدلَآُوبِرسهَآيمٌّ | Gemeinde Waldlaubersheim | 801        | 8             |
| بَلْدَة ڤَآرمسغُوت       | Gemeinde Warmsroth       | 436        | 6             |

## وُصلات خارجيّة
- صفحة اِتِّحاد شترُومٌبِيرغٌ الرّسميّة (باللُّغَةُ الألمانِيّة).

## مَراجع
1. ↑  "معلومات عن شترومبيرغ (اتحاد إداري) على موقع viaf.org". viaf.org. مؤرشف من الأصل في 2016-12-06.
2. ↑  "معلومات عن شترومبيرغ (اتحاد إداري) على موقع d-nb.info". d-nb.info. مؤرشف من الأصل في 2019-12-09.